# سد ایلام
دریاچه ایلام (یا سد ملکشاهی)، در فاصله ۲۰ کیلومتری شرق ایلام و ۱۵ کیلومتری غرب شهر ارکواز ملکشاهی و در ۲ کیلو متری شهر مهر بخش گچی شهرستان ملکشاهی قرار دارد. این سد در مهرماه سال ۱۳۸۰ برای تأمین آب شرب شهر ایلام و ملکشاهی به بهره‌برداری رسیده است.

## مخزن سد
حجم کل آب سد ایلام ۶۴ میلیون متر مکعب است. هر ۱/۵ میلیون متر مکعب از آب سد ایلام معادل یک ماه مصرف آب نوشیدنی شهر ایلام است.

## جاذبه گردشگری
در این منطقه هیچ گونه امکانات رفاهی از قبیل هتل، رستوران و جایی برای نشیمن مراجعه کنندگان وجود ندارد ولی به دلیل چشم‌انداز و طبیعت زیبای آن در کلیه فصل‌های سال بخصوص در بهار و تابستان مملو از جمعیت می‌باشد که برای گذراندن اوقات فراغت خود به این مکان زیبا مراجعه می‌کنند.

## گالری

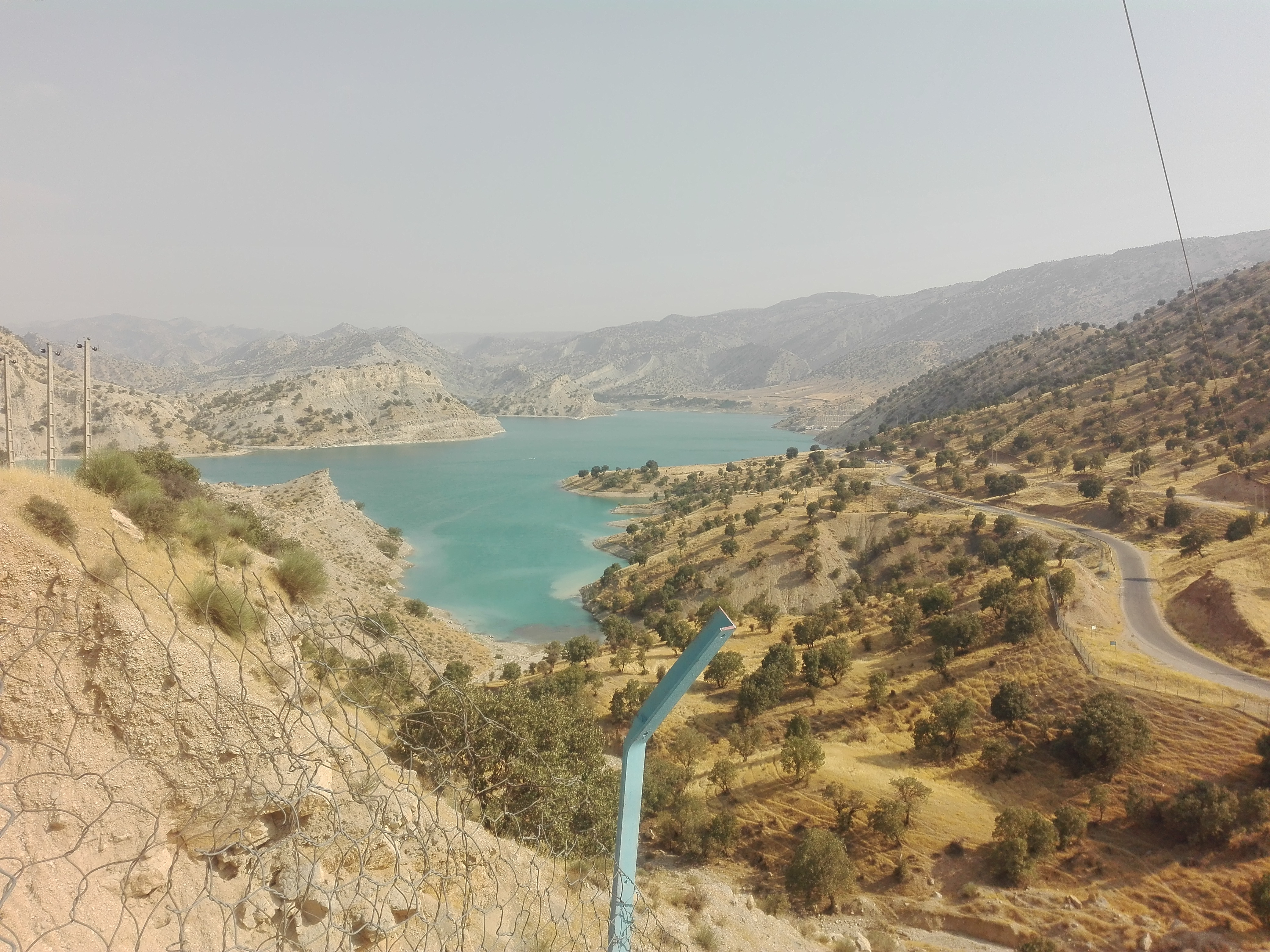
نمای دریاچه سد از بالا
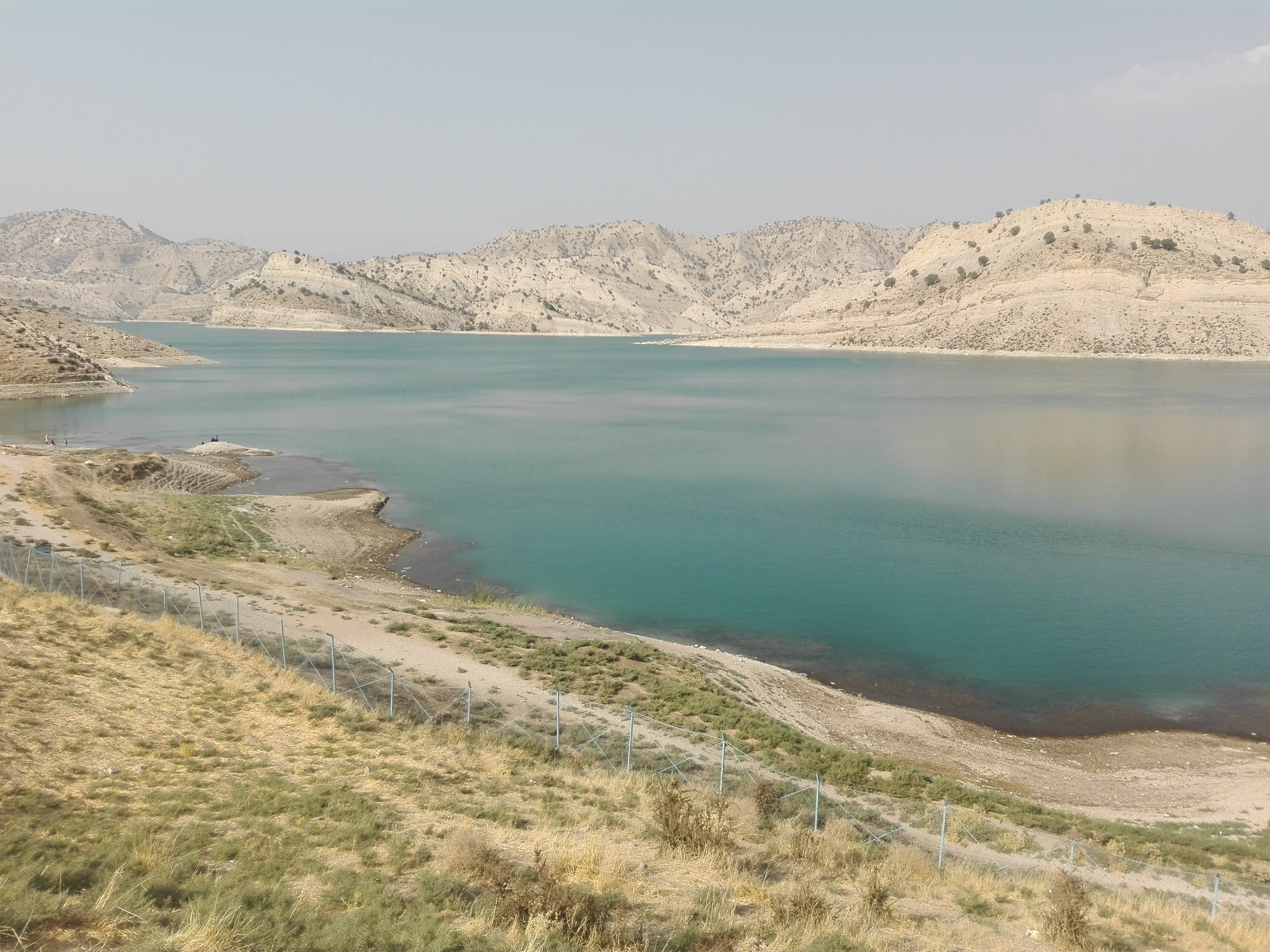
دریاچه سد ایلام
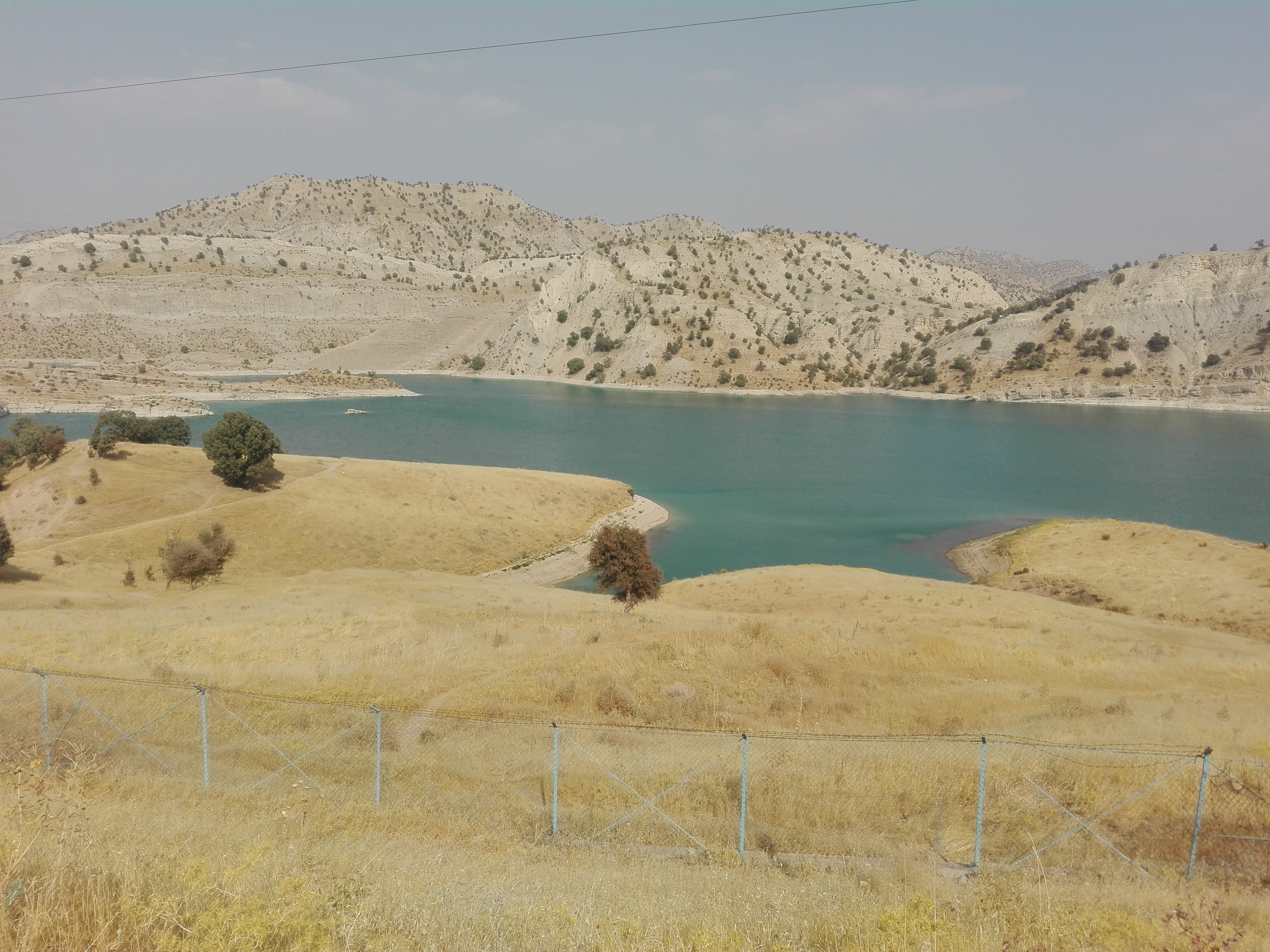
کرانه دریاچه
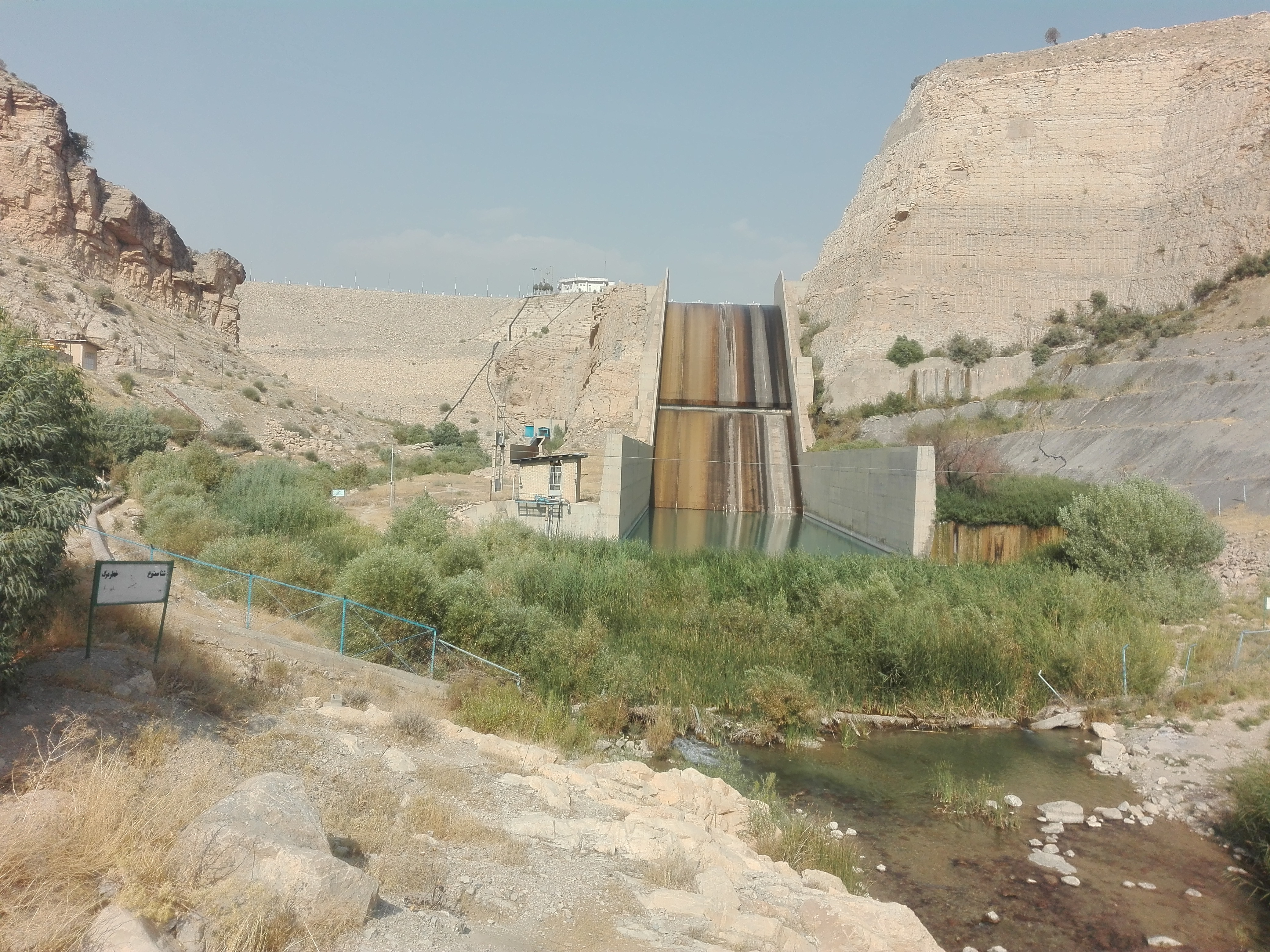
سرریز سد